# تاريخ اليهود في الصين

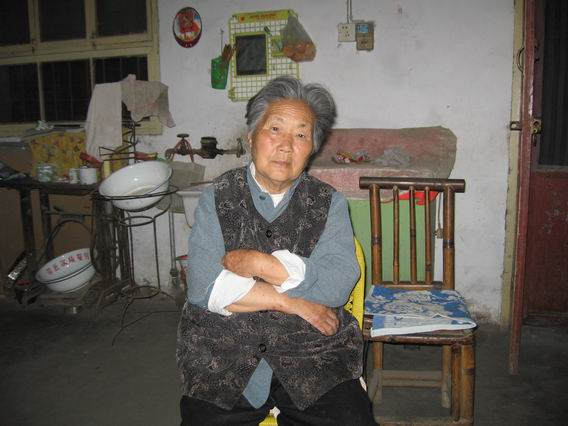

يهود الصين (بالصينية:中国犹太人)، هم في الغالب يهود سفارديون، كما يوجد بعض اليهود الأشكنازيون واليهود المزراحيون وعدد من المتحولين لليهودية.
يتبنى المجتمع اليهودي الصيني العديد من التقاليد الثقافية اليهودية من احتفالات وأعياد أو شعائر دينية يهودية. على الرغم من وجود أقلية صغيرة، كان لليهود الصينيين وجود في البلاد منذ وصول أول مهاجرين يهود خلال القرن الثامن الميلادي. تطورت مجتمعات اليهود المعزولة نسبيًا في عهود سلالات تانغ وسونغ (القرن السابع إلى القرن الثالث عشر الميلادي) طوال سلالة كينغ (القرن التاسع عشر)، وعلى الأخص يهود كايفنغ (غالبًا ما يستخدم مصطلح «اليهود الصينيون» بمعنى مقيد للإشارة إلى هذه المجتمعات).
في القرن التاسع عشر وأوائل القرن العشرين، بدأ التجار اليهود من جميع أنحاء العالم في التجارة في الموانئ الصينية، وخاصة في المراكز التجارية في هونغ كونغ، التي كانت لفترة من الوقت مستعمرة بريطانية؛ شنغهاي (التسوية الدولية والامتياز الفرنسي) وهاربين (سكة الحديد عبر سيبيريا). في النصف الأول من القرن العشرين، وصل الآلاف من اللاجئين اليهود الفارين من الثورة الروسية عام 1917 إلى الصين. بحلول وقت إنشاء جمهورية الصين الشعبية في عام 1949، كان من المعروف أن القليل فقط من اليهود الصينيين حافظوا على ممارسة دينهم وثقافتهم على الرغم من بقاء كنيس (معبد اليهود) كايفنغ لمدة سبعة قرون حتى عام 1860. كانت المجتمعات اليهودية في الصين المتنوعة عرقياً تتراوح بين يهود كايفنغ وأماكن أخرى خلال تاريخ الصين الإمبراطورية، الذين، كما يقال، استوعبوا بشكل أو بآخر في غالبية سكان هان الصينيين بسبب التزاوج واسع الانتشار. في أواخر القرن العشرين وأوائل القرن الحادي والعشرين، ساعدت بعض الجماعات اليهودية الدولية اليهود الصينيين على إعادة اكتشاف تراثهم اليهودي وإعادة التواصل مع جذورهم اليهودية.

## نظرة عامة
جاء أول اتصال بين الصين والشعب اليهودي نتيجة لتطوير طريق الحرير، وهو طريق تجاري قديم يربط الصين بالشرق الأوسط وأوروبا، والذي جرى إنشاؤه خلال عهد أسرة هان عام 206 قبل الميلاد ودمج الطرق التجارية القائمة التي تأسست قبل 200 سنة من قبل الإمبراطورية الأخمينية الفارسية. سافرت الموجة الأولى من اليهود إلى الصين من غرب آسيا عبر طريق الحرير وبحرًا عبر الهند خلال عهد أسرة تانغ (618 - 907 م). كانوا يتألفون من يهود بابل وفارس (العصر الحديث العراق وإيران) الذين سافروا على طول طريق الحرير وحصلوا على مباركة أو موافقة إمبراطور تانغ للإقامة في كايفنغ. شكلوا في نهاية المطاف مجتمع كايفنغ اليهودي المتميز خلال عهد أسرة سونغ حيث أصبح الكثير منهم في نهاية المطاف مسؤولين حكوميين وأطباء وحاخامات ورجال أعمال بارزين. اندمجوا في النهاية في الثقافة الصينية، وتعلموا اللغة، وبدؤوا في التزاوج مع شعب هان. يتوقع علماء غربيون آخرون أن الموجة الأولى من الاستيطان اليهودي في الصين ربما وصلت في وقت سابق خلال سلالة هان اللاحقة (25 - 220 م)، والتي تتزامن مع الاضطهاد الروماني لليهود بعد أن دمر الرومان المعبد في القدس في 70 م. يتماشى وجود مجتمع من المهاجرين اليهود في الصين مع تاريخ الشعب اليهودي خلال الألفية الأولى والثانية بعد الميلاد، والذي شهدهم يتفرقون ويستقرون في جميع أنحاء اليابسة الأوراسية، مع تركيز كبير بشكل خاص على اليهود الذين استقروا في جميع أنحاء آسيا الوسطى. بحلول القرن التاسع، أشار الجغرافي الفارسي بن خردادبة إلى رحلات التجار اليهود الملقبون بـ الـ رادانيين، الذين نقلتهم تجارتهم إلى الصين عبر طريق الحرير عبر آسيا الوسطى والهند. وأشار إلى وجود التجار اليهود في عدد من المدن الصينية، والدور الاقتصادي المهم الذي لعبوه في نقل البضائع وكذلك نقل الخبرات العلمية والتكنولوجية عن طريق البر والبحر على طول الطريق من إسبانيا وفرنسا عبر الشرق الأوسط إلى الصين. كان المستكشف الإيطالي في العصور الوسطى يعقوب أنكونا، المؤلف المفترض لكتاب السفر، تاجراً يهودياً علمياً كتب باللغة الإيطالية العامية، ووصل إلى الصين في عام 1271، على الرغم من أن بعض المؤلفين يشككون في صحة ذلك.
خلال فترة انفتاح الصين على الغرب وشبه الاستعمار البريطاني، كانت المجموعة الأولى التي استقرت في الصين من اليهود الذين وصلوا إلى الصين تحت الحماية البريطانية بعد حرب الأفيون الأولى.
كان العديد من هؤلاء اليهود من أصل هندي سفاردي أو عراقي، بسبب الاستعمار البريطاني الكبير في هذه المناطق. جاء المجتمع الثاني في العقود الأولى من القرن العشرين عندما وصل العديد من اليهود إلى هونغ كونغ وشنغهاي خلال فترات التوسع الاقتصادي في هاتين المدينتين. وصل المزيد من اليهود كلاجئين من الثورة الروسية عام 1917. كان من المقرر وصول عدد كبير من اليهود والعائلات اليهودية في أواخر الثلاثينيات وأربعينيات القرن العشرين، بغرض البحث عن ملجأ من المحرقة (الإبادة الجماعية) في أوروبا وكان معظمهم من أصل أوروبي. كانت شنغهاي ملحوظة أو بارزة لحجمها أو بسبب كمية اللاجئين اليهود فيها، الذين غادر معظمهم بعد الحرب، وانتقل الباقي قبل أو مباشرة بعد إنشاء جمهورية الصين الشعبية.
على مر القرون، أصبح مجتمع كايفنغ غير قابل للتمييز فعليًا عن سكان هان الصينيين ولم تعترف به الحكومة الصينية كأقلية عرقية منفصلة. هذا نتيجة للحفاظ على اليهودية بالفعل وتبني العديد من العادات أو التقاليد الصينية الهانية بما في ذلك النسب الأبوي والتزاوج واسع النطاق مع سكان هان المحليين. بما أن ممارساتهم الدينية تعتبر منقرضة وظيفياً، فإنهم ليسوا مؤهلين للهجرة المعجلة إلى إسرائيل بموجب قانون العودة إلا إذا قاموا بالتحويل (تغيير دينهم) بشكل صريح.
اليوم، استوعِب العديد من أحفاد اليهود في الغالبية العظمى من سكان هان الصينيين. بدأ بعضهم، وكذلك المجتمعات اليهودية الدولية في البحث عن هؤلاء المنحدرين (الأحفاد) لمساعدتهم على إحياء اهتمامهم بجذورهم اليهودية. هذا مهم بشكل خاص في الصين الحديثة لأن الانتماء إلى أي مجموعة أقلية يتضمن مجموعة متنوعة من المزايا بما في ذلك الحد من القيود المفروضة على عدد الأطفال ومعايير القبول الأسهل للتعليم العالي (التعليم ما بعد الثانوي).

## التاريخ
أكد البعض أن اليهود الذين أقاموا تاريخياً في أماكن مختلفة في الصين نشؤوا مع القبائل العشر الضائعة (كانت القبائل العشر المفقودة هي العشرة من اثنتي عشرة قبيلة إسرائيلية قيل أنه تم ترحيلها من مملكة إسرائيل بعد غزوها من قبل الإمبراطورية الآشورية الجديدة نحو عام 722 قبل الميلاد) في مملكة إسرائيل القديمة المنفية الذين انتقلوا إلى مناطق الصين الحالية. وقد لوحظت آثار بعض الطقوس اليهودية القديمة في بعض الأماكن.
كانت إحدى المجموعات المعروفة هي يهود كايفنغ، الذين يُزعم أنهم سافروا من بلاد فارس إلى الهند خلال سلالة هان الحاكمة ثم هاجروا لاحقًا من المناطق التي يسكنها المسلمون في شمال غرب الصين (مقاطعة قانسو الحديثة) إلى مقاطعة خنان خلال أوائل عهد أسرة سونغ الشمالية (960–1127).

### الأصل
هناك تقليد شفهي بأن أول اليهود هاجروا إلى الصين عبر بلاد فارس بعد إخضاع الإمبراطور الروماني تيتوس للقدس في 70م. هاجر عدد كبير من اليهود من بلاد فارس في عهد الإمبراطور مينغ هان (58-75 م)، كُتب في عام 1900، أن الأب جوزيف بروكر افترض أن اليهود قدموا إلى الصين من الهند عبر طريق بحري خلال سلالة أو عهد أسرة سونغ بين عامي 960 و1126.
تحمل ثلاث لوحات ذات نقوش موجودة في كايفنغ بعض الاقتراحات التاريخية. أقدمها، يعود تاريخها إلى عام 1489، تحيي ذكرى بناء كنيس يهودي (1163) (يحمل الاسم Qīngzhēn Sì، وهو مصطلح يستخدم غالبًا للمسجد في الصين)، يذكر أن اليهود دخلوا الصين من الهند في عهد أسرة هان اللاحقة (25-220 م.)، ويذكر كذلك الألقاب الصينية السبعين لليهود، وأنصارهم أو جمهورهم مع إمبراطور سلالة سونغ «غير مسمى»، وأخيرًا يسرد انتقال دينهم من إبراهيم إلى النبي عزرا. اللوحة الثانية، بتاريخ 1512 (وجدت في الكنيس Xuanzhang Daojing Si) تفصّل الممارسات الدينية لليهود. الثالثة مؤرخة في عام 1663 وتخلد ذكرى إعادة بناء كنيس تشينغتشن سي وتلخص المعلومات من اللوحتين الأخيرتين.
يعتقد الأب جوزيف بروكر أن مخطوطات ماتيو ريتشي تشير إلى أنه لم يكن هناك سوى ما يقارب عشر أو اثنتي عشرة عائلة يهودية في كايفنغ في أواخر القرن السادس عشر وأوائل القرن السابع عشر، ويقال إنهم أقاموا هناك لمدة خمس أو ستمئة سنة. كما ورد في المخطوطات، كان هناك عدد أكبر من اليهود في هانغتشو. يمكن أن يؤخذ هذا للإشارة إلى أن اليهود المخلصين فروا جنوباً مع الإمبراطور غاوزونغ الذي توج فيما بعد على هانغتشو. في الواقع، يذكر عام 1489 كيف «تخلى اليهود عن بيانليانج» (كايفنغ) بعد حادثة جينغ كانغ.
تأسست العديد من المجتمعات اليهودية في الصين في العصور الوسطى. ومع ذلك، لم تترك جميعها أدلة على وجودها. فيما يلي تلك المعروفة اليوم: كايفنغ، وهانغتشو، ونينغبو، ويانغتشو، ونينغشيا، وقوانغتشو، وبكين، وتشوانتشو، ونانجينغ، وشيان، ولويانغ.